# De la terre sur la langue
Pour plus de détails, voir Fiche technique et Distribution.
De la terre sur la langue (Tierra en la Lengua) est un film colombien réalisé par Rubén Mendoza, sorti en 2014.

## Synopsis
Silvio, qui est âgé et malade, demande à ses petits-enfants Lucia et Fernando de le tuer.

## Fiche technique
- Titre original : Tierra en la Lengua
- Titre français : De la terre sur la langue
- Réalisation : Rubén Mendoza
- Scénario : Rubén Mendoza
- Pays d'origine : Colombie
- Format : Couleurs - 35 mm
- Genre : drame
- Durée : 86 minutes
- Date de sortie :
  - Colombie : 18 juillet 2014

## Distribution
- Jairo Salcedo : Silvio
- Gabriel Mejía : Fernando
- Alma Rodríguez : Lucia
- Richard Córdoba : chef de la guérilla